# Harald Vilimsky
Harald Vilimsky (22 de julho de 1966, Viena) é um político do Partido da Liberdade da Áustria (FPÖ).
Vilimsky é deputado no Nationalrat desde 30 de outubro de 2006.